# Acalypha richardiana
Acalypha richardiana är en törelväxtart som beskrevs av Henri Ernest Baillon. Acalypha richardiana ingår i släktet akalyfor, och familjen törelväxter. Inga underarter finns listade i Catalogue of Life.